# U-567
U-567 je bila nemška vojaška podmornica Kriegsmarine, ki je bila dejavna med drugo svetovno vojno.

## Zgodovina
Podmornica je bila potopljena 21. decembra 1941 v Severnem Atlantiku v spopadu z britanskim slopom HMS Deptford (L 53) in britansko korveto HMS Samphire (K 128); umrlo je vseh 47 članov posadke.

## Poveljniki
| Poveljniki |                 |                   |                                      |
| Št.        | Čin             | Ime               | Poveljstvo                           |
| 1.         | Nadporočnik     | Theodor Fahr      | 24. april 1941 - 14. oktober 1941    |
| 2.         | Kapitanporočnik | Engelbert Endrass | 15. oktober 1941 - 21. december 1941 |

## Tehnični podatki
| Kategorije                                    | Podatki                       |
| --------------------------------------------- | ----------------------------- |
| Teža (t): na površju pod površjem polna Teža  | 769 871 1.070                 |
| Dolžina (m) - tlačni trup (m)                 | 67,10 - 50,50                 |
| Širina (m) - tlačni trup (m)                  | 6,20 - 4,70                   |
| Izpodriv (m)                                  | 4,74                          |
| Višina (m)                                    | 9,6                           |
| Moč (hp): na površju pod podvršjem            | 3.200 750                     |
| Hitrost (vozlov): na površju pod podvršjem    | 17,7 7,6                      |
| Doseg (milja/vozel): na površju pod podvršjem | 8.500/10 80/4                 |
| Torpeda/Torpedne cevi                         | 14/5 (4 na premcu, 1 na krmi) |
| Krovni top (mm)                               | 88                            |
| Mine                                          | 26 TMA                        |
| Posadka                                       | 44-52                         |
| Maksimalni potop (m)                          | 220                           |

## Potopljene ladje
| Datum             | Ime                             | Država              | Tonaža     | Usoda      |
| ----------------- | ------------------------------- | ------------------- | ---------- | ---------- |
| 3. september 1941 | Fort Richepanse (tovorna ladja) | Združeno kraljestvo | 3.485 BRT  | potopljena |
| 21. december 1941 | Annavore (tovorna ladja)        | Norveška            | 3. 324 BRT | potopljena |